# Les Basses (la Molsosa)
Les Basses és una masia de la Molsosa (Solsonès) inclosa a l'Inventari del Patrimoni Arquitectònic de Catalunya, de la que es tenen referències de l'any 1553.
Es troba a l'extrem sud del municipi, a una altitud de 680 metres, i s'hi va per la pista que surt del km. 5 de la carretera de Calaf a Vallmanya (41° 45′ 33″ N, 1° 30′ 48″ E / 41.759125°N,1.513448°E). Està indicat. S'hi arriba en 1,7 km.

## Descripció
Gran casa de planta rectangular i coberta de dos aiguavessos, feta de pedra i totxo vermell del país.
Actualment, es troba bastant malmesa degut als afegits moderns i les transformacions. Antigament tenia una capella dedicada a Sant Martí, sufragània de l'església de Santa Maria de Boixadors, de la qual no resta res.